# قلباوية
القلباوية (الاسم العلمي: Lithospermeae) هي قبيلة من النباتات تتبع الفصيلة الحمحمية من رتبة الحمحميات.

## أجناس القلباوية
- القلب
- أذن الفأر